# Кубок світу з біатлону 2015—2016 — етап 5
П'ятий етап Кубка світу з біатлону 2015—16 відбувся в Рупольдінгу, Німеччина, з 13 по 17 січня 2016 року. Етап складався з 6 гонок: індивідуальна гонка,  естафета та мас-старт у чоловіків та жінок.

## Гонки
Розклад гонок наведено нижче.
| Дата     | Час       | Гонка                                  |
| -------- | --------- | -------------------------------------- |
| 13 січня | 14:15 CET | Чоловіки, індивідуальна гонка на 20 км |
| 14 січня | 14:15 CET | Жінки, індивідуальна гонка на 15 км    |
| 15 січня | 15:30 CET | Чоловіки, естафета, 4x7,5 км           |
| 16 січня | 11:45 CET | Жінки, мас-старт на 12,5 км            |
| 16 січня | 16:10 CET | Чоловіки, мас-старт на 15 км           |
| 17 січня | 11:00 CET | Жінки, естафета, 4x6 км                |

### Чоловіки
| Гонка:                                                                           | Золото:                                                                  | Час                                                       | Срібло:                                                           | Час                                                   | Бронза:                                                                | Час                                                   |
| Індивідуальна гонка 20 км Протокол [Архівовано 16 січня 2016 у Wayback Machine.] | Мартен Фуркад Франція                                                    | 50:53.9 (0+0+1+0)                                         | Сімон Едер Австрія                                                | +17.5 (0+0+0+1)                                       | Антон Шипулін Росія                                                    | +28.9 (0+0+1+0)                                       |
| Мас-старт, 15 км Протокол [Архівовано 18 січня 2016 у Wayback Machine.]          | Ерік Лессер Німеччина                                                    | 40:29.3 (0+0+0+0)                                         | Мартен Фуркад Франція                                             | +9.8 (0+0+0+1)                                        | Євген Гаранічев Росія                                                  | +13.1 (0+0+0+1)                                       |
| Естафета 4×7,5 км Протокол [Архівовано 16 січня 2016 у Wayback Machine.]         | Норвегія Уле-Ейнар Б'єрндален Йоганнес Бо Тар'єй Бо Еміль Хегле Свендсен | 1:17:05.0 (0+3) (0+2) (0+0) (0+0) (0+3) (0+1) (0+1) (0+2) | Росія Олексій Волков Євген Гаранічев Максим Цвєтков Антон Шипулін | +14.6 (0+0) (0+1) (0+0) (0+2) (0+1) (0+2) (0+0) (0+0) | Австрія Свен Гроссеггер Юліан Ебергард Сімон Едер Домінік Ландертінгер | +35.8 (0+0) (0+2) (1+3) (0+0) (0+0) (0+0) (0+0) (0+2) |

### Жінки
| Гонка:                                                                           | Золото:                                                           | Час                                           | Срібло:                                                                   | Час                                                  | Бронза:                                                                | Час                                                   |
| Індивідуальна гонка 15 км Протокол [Архівовано 16 січня 2016 у Wayback Machine.] | Доротея Вірер Італія                                              | 40:19.9 (0+0+0+0)                             | Кайса Мякяряйнен Фінляндія                                                | +54.8 (1+0+0+0)                                      | Габріела Соукалова Чехія                                               | +1:09.9 (0+1+0+0)                                     |
| Мас-старт 12,5 км Протокол [Архівовано 28 січня 2016 у Wayback Machine.]         | Габріела Соукалова Чехія                                          | 41:13.2 (0+0+0+0)                             | Франциска Гільдебранд Німеччина                                           | +13.9 (0+0+0+1)                                      | Лаура Дальмаєр Німеччина                                               | +24.4 (0+1+0+1)                                       |
| Естафета 4×6 км Протокол [Архівовано 18 січня 2016 у Wayback Machine.]           | Україна Ірина Варвинець Юлія Джима Валя Семеренко Олена Підгрушна | 1:16:14.2 (0+0) (0+0) (1+3) (0+1) (0+0) (0+0) | Німеччина Каролін Хорхлер Міріам Гесснер Марен Гаммершмідт Лаура Дальмаєр | +1.2 (0+1) (0+1) (2+3) (0+2) (0+2) (0+1) (0+0) (0+1) | Італія Ліза Віттоцці Карін Обергофер Алексія Рунггальдьє Доротея Вірер | +43.8 (0+1) (0+2) (0+0) (0+3) (0+1) (0+2) (0+0) (0+1) |

## Досягнення
Перша перемога на етапах Кубка світу
Найкращий виступ за кар'єру
|  |  |

Перша гонка в Кубку світу
|  |  |